# Stadtbahn Sydney
Die Sydney Light Rail (zwischenzeitlich als Metro Light Rail bezeichnet) ist die Stadtbahn in Sydney, Australien. Eine erste Linie wurde am 31. August 1997 eröffnet. Für ihre Trasse wurde überwiegend eine ehemalige Eisenbahnstrecke des Güterverkehrs genutzt. Diese Inner West Light Rail erschließt die sanierten innerstädtischen Gebiete von Darling Harbour, Ultimo und Pyrmont. Im Jahr 2000 wurde sie in einige westliche Vororte Sydneys verlängert. Die Betreibergesellschaft Metro Transport wurde am 23. März 2012 von der Regierung von New South Wales gekauft. Eine weitere Verlängerung in südwestlicher Richtung nach Dulwich Hill wurde am 27. März 2014 in Betrieb genommen. Am 14. Dezember 2019 folgte das erste Teilstück der zweiten und dritten Linie. Mit der Parramatta Light Rail wurde am 20. Dezember 2024 der erste Abschnitt der vierten Linie eröffnet.

## Linien
Übersicht der Linien (Stand 2024):
| Linie                          | Linienweg                                                                  | Anzahl Haltestellen | Eröffnung von Abschnitten |
| ------------------------------ | -------------------------------------------------------------------------- | ------------------- | ------------------------- |
| L1 Dullwich Hill Line          | Central – Pyrmont Bay – Fish Market – Leichhardt – Lewisham – Dulwich Hill | 23                  | 1997, 2000, 2014          |
| L2 Randwick Line               | Circular Quay – Wynyard – Central – Moore Park – Randwick                  | 13                  | 2019                      |
| L3 Kingsford Line              | Circular Quay – Wynyard – Central – Moore Park – Kingsford                 | 14                  | 2020                      |
| L4 Westmead & Carlingford Line | Westmead - Parramatta Square - Rosehill Gardens - Carlingford              | 16                  | 2024                      |

## Geschichte

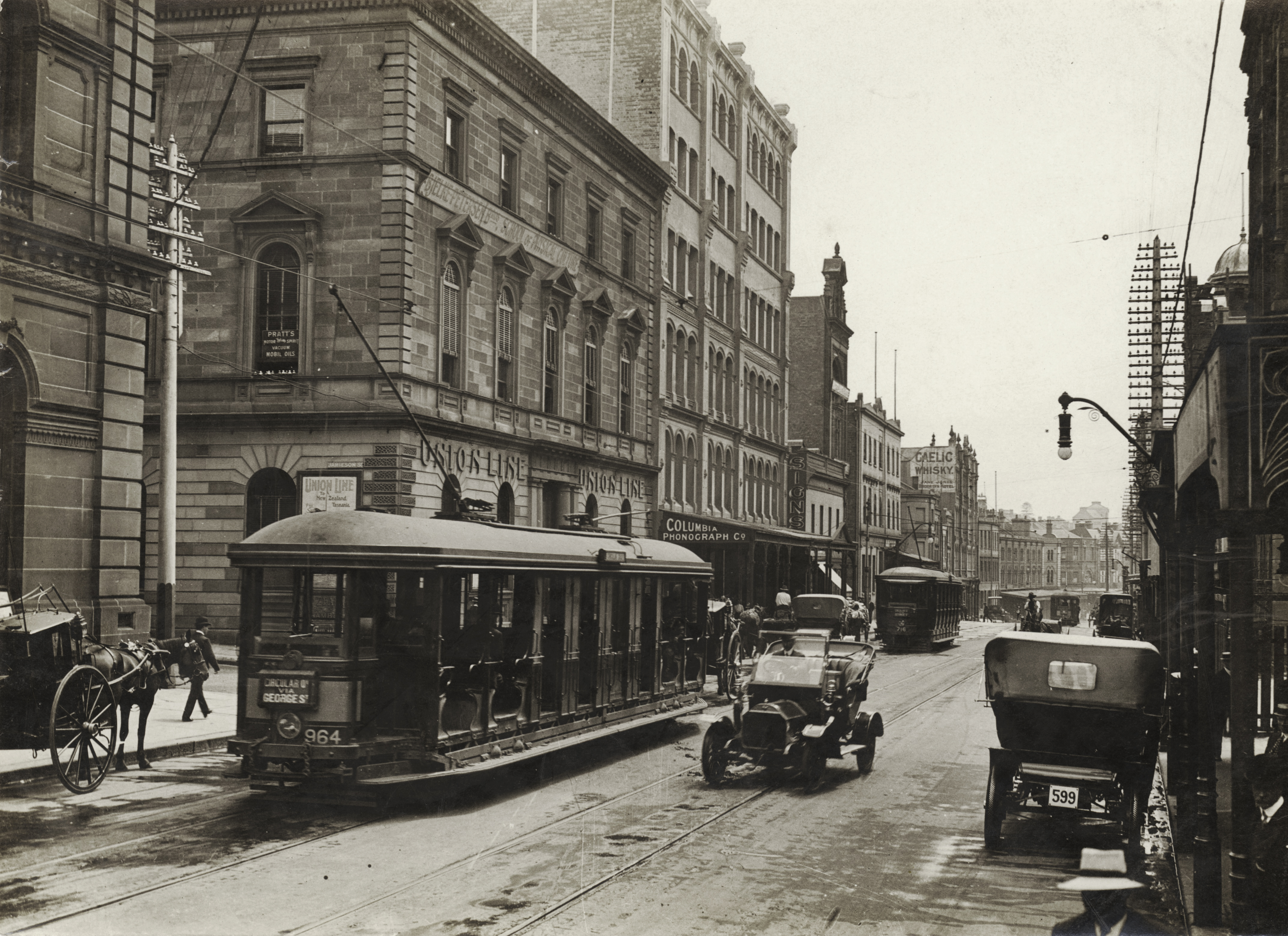
Straßenbahn in der George Street 1920

Im späten 19. und frühen 20. Jahrhundert entwickelte Sydney das nach London größte Straßenbahnnetz im britischen Empire. Die Konkurrenz durch das Auto, die Wahrnehmung der Straßenbahn als Verkehrshindernis und der zunehmend schlechte Zustand der Infrastruktur infolge mangelnden Unterhalts führte nach dem Zweiten Weltkrieg zur Einstellung des Betriebs. Die letzte Straßenbahnlinie wurde 1961 eingestellt.

### Inner West Light Rail
Die erste Strecke des 1997 aufgenommenen neuen Light-Rail-Betriebs beginnt am Hauptbahnhof von Sydney (Haltestelle Central) und endet im inneren westlichen Vorort Dulwich Hill. Sie ist 12,8 km lang, wovon 1,5 km im Straßenraum verlaufen. Die Stadtbahn befindet sich im Eigentum der Regierung von New South Wales und wird von Veolia als Auftragnehmer betrieben.

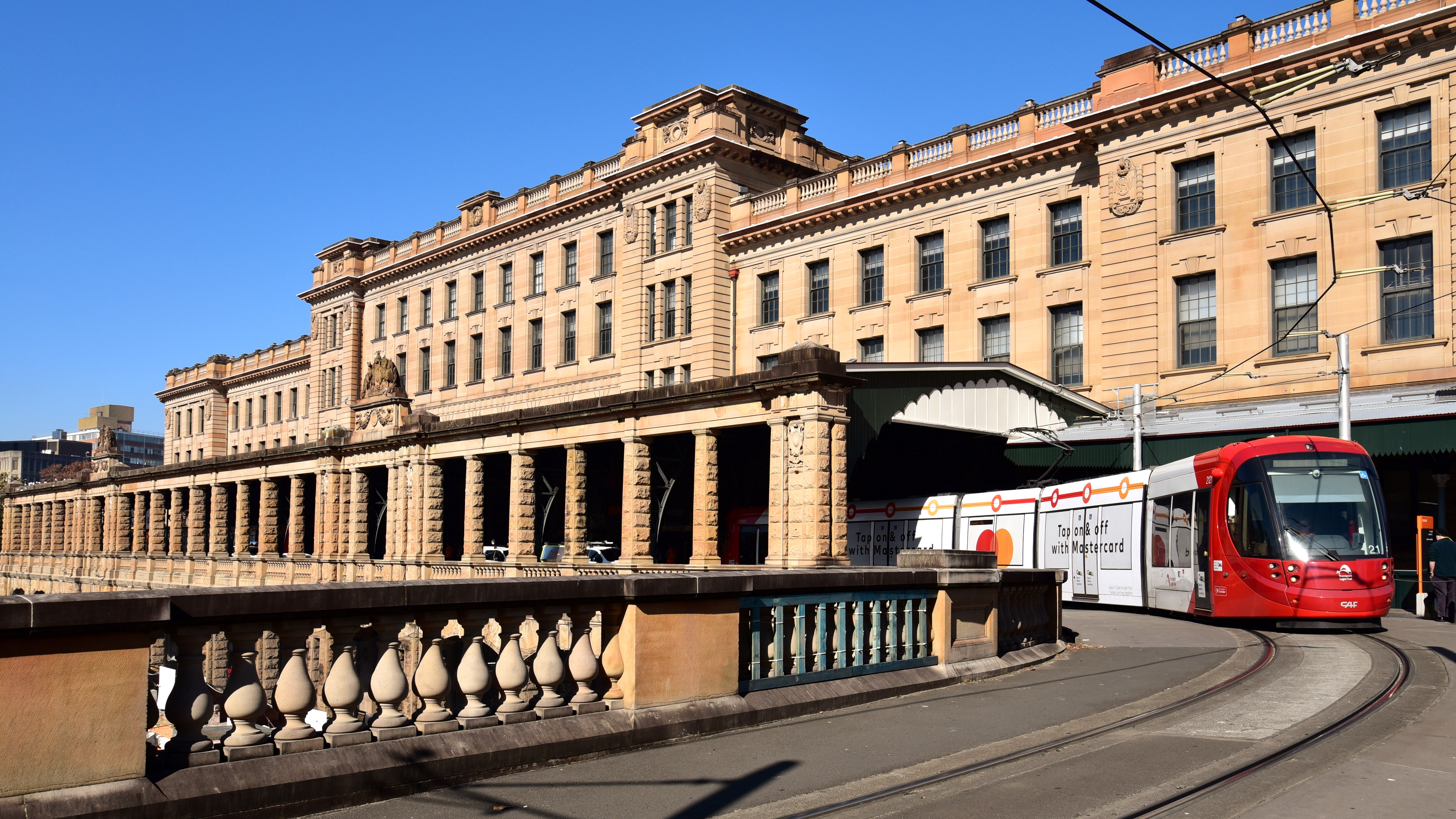
Stadtbahnzug der Linie L1 bei der Ausfahrt aus der Haltestelle Central

Der Großteil der Trasse hat seinen Ursprung in der ehemaligen Gütereisenbahn Darling Harbour Good Line. Seit der Gründung der Sydney Railway Company im Jahr 1848 verfolgte sie das Ziel, ein Frachtterminal in Darling Harbour zu bauen. Zu diesem Zweck wurde die Eisenbahnlinie zwischen dem Bahnhof Sydney (dem Vorläufer des heutigen Hauptbahnhofs) und Darling Harbour gebaut, die am 26. September 1855 eröffnet wurde. Im Jahr 1922 wurde die Strecke über Lilyfield bis Dulwich Hill verlängert.
Zu Beginn des 20. Jahrhunderts war die Strecke im Güterverkehr stark befahren, durch die Einführung von Containern und der Dezentralisierung des Güterumschlags z. B. nach Port Botany und Chullora nahm der Verkehr nach Darling Harbour deutlich ab. Schließlich wurde der Hafen geschlossen und das Gelände umgenutzt.

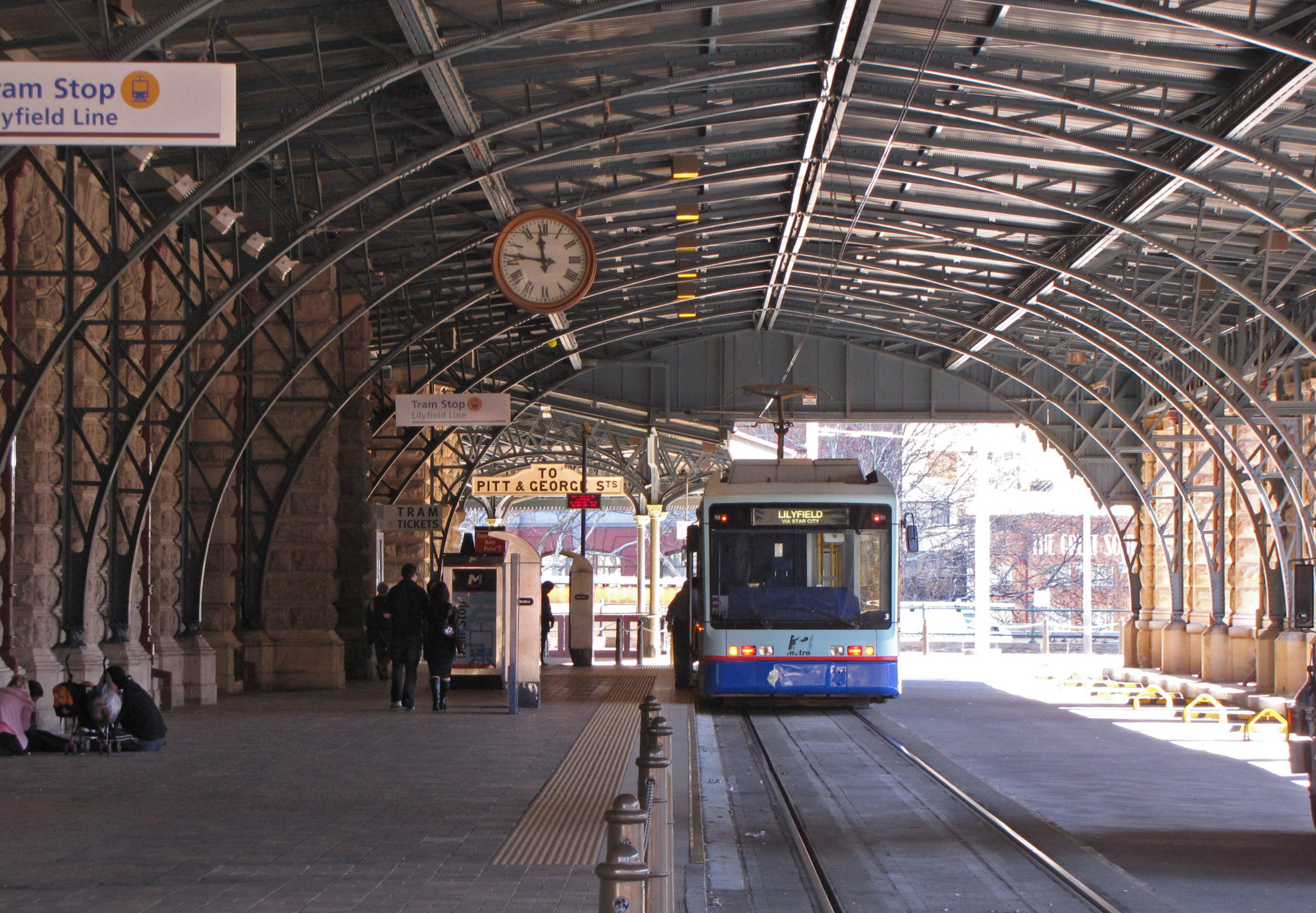
Variobahn in der Endstelle Central – die Vorhalle des Hauptbahnhofs wurde im alten Straßenbahnnetz in der entgegengesetzten Richtung befahren

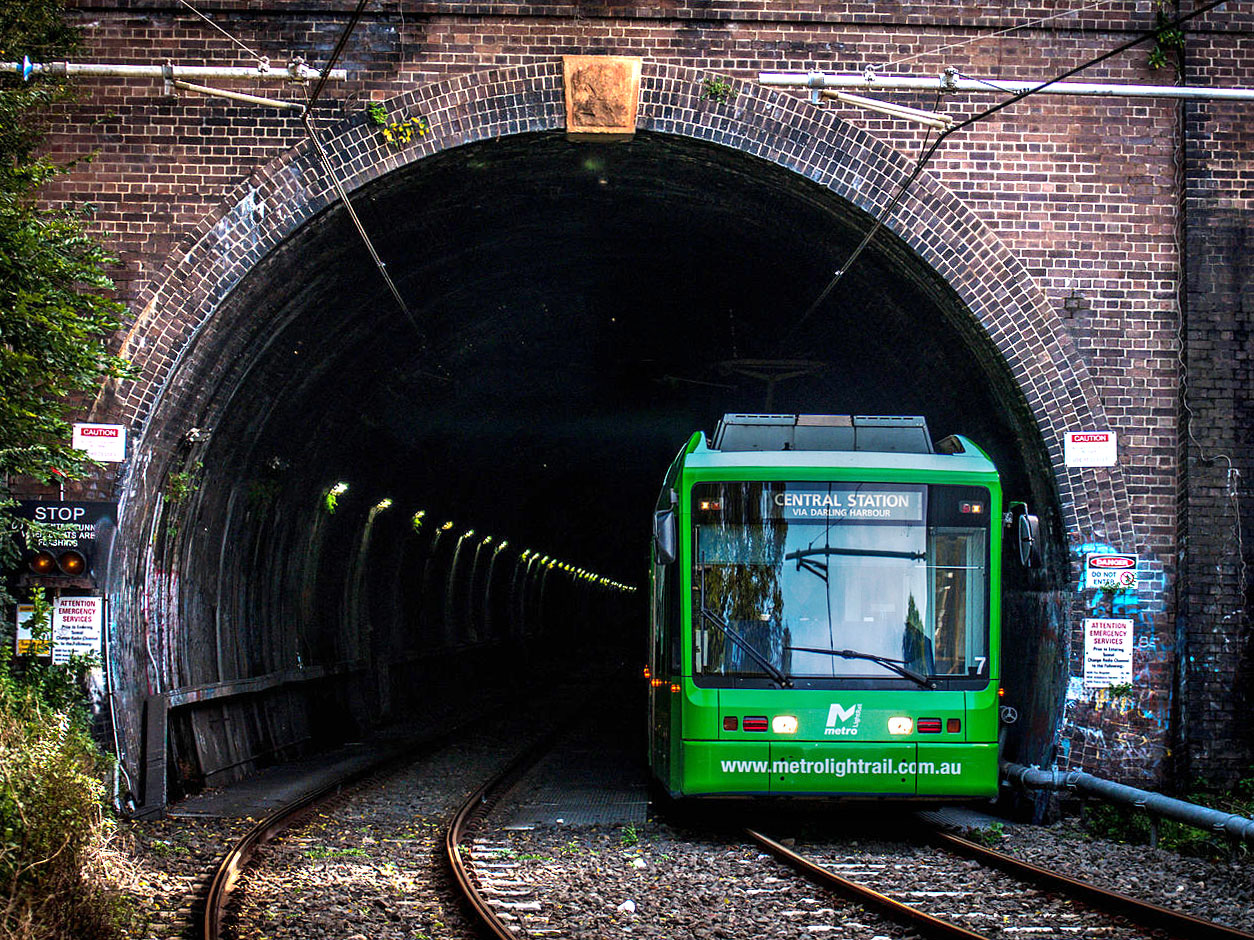
Variobahn auf ehemaliger Eisenbahntrasse bei der Ausfahrt aus dem Glebe Tunnel

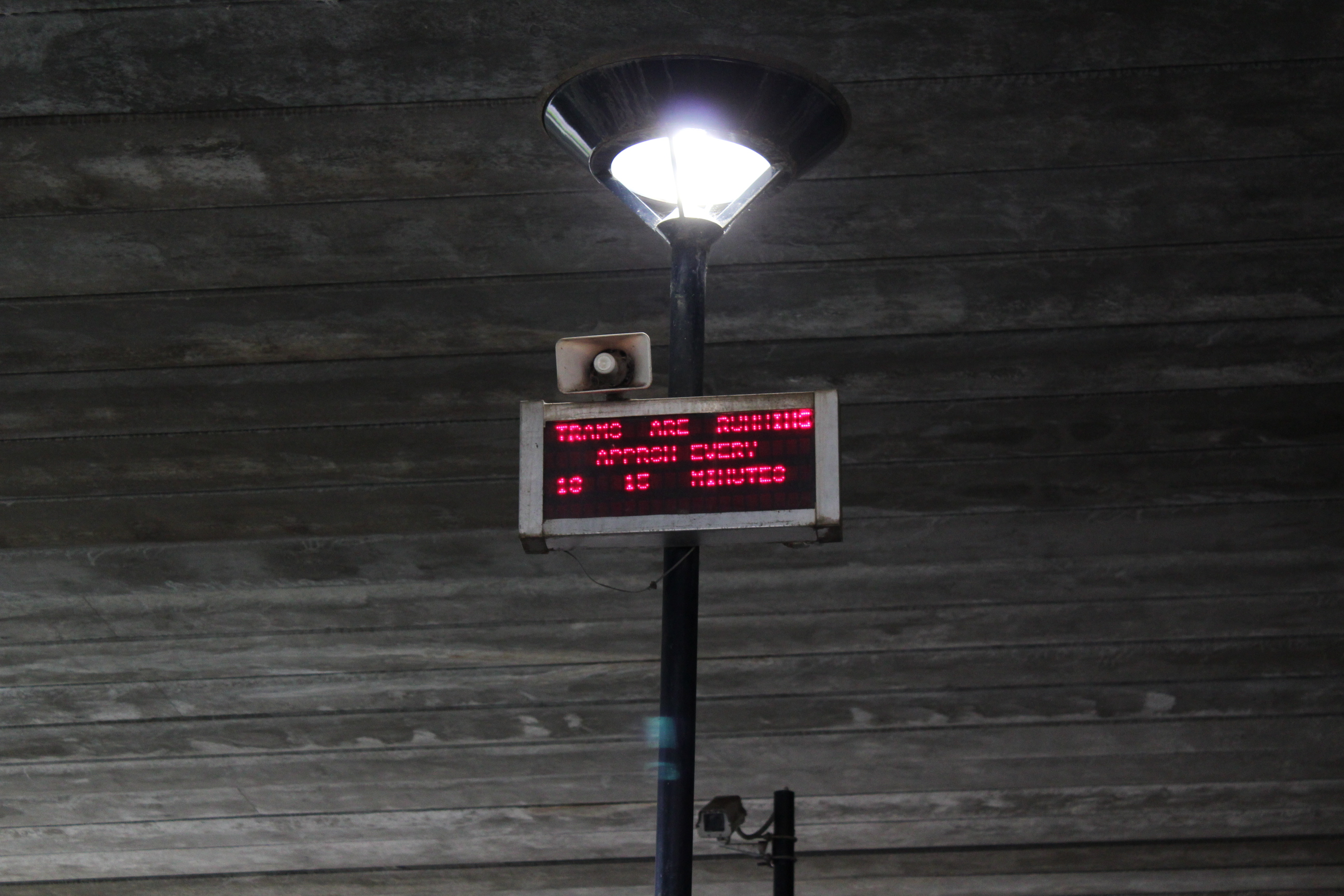
Fahrgastinformation an den Haltestellen

1994 wurde die Sydney Light Rail Company gegründet. Der Bau des ersten Abschnitts der Strecke von Central bis Wentworth Park begann am 25. Januar 1996 und dauerte 16 Monate bis zur Fertigstellung. Der größte Teil der ursprünglich 3,6 km langen Strecke benutzt die Trasse der ehemaligen Darling Harbour Good Line und ehemalige Straßenbahnstrecken.
Der Probebetrieb auf diesem ersten Abschnitt wurde am 11. August 1997 mit dreiwöchigen Testfahrten aufgenommen. Offiziell wurde die Linie am 31. August 1997 vom damaligen Premierminister von New South Wales Bob Carr in Betrieb genommen. Der fahrplanmäßige Betrieb begann am folgenden Tag, am Montag, den 1. September um 6.00 Uhr.
Vom Erfolg des ersten Abschnitts beflügelt, wurde die Strecke entlang der stillgelegten Güterbahn nach Lilyfield verlängert. Die Erweiterung wurde offiziell am Sonntag, den 13. August 2000 eröffnet. Damit erreichte die Stadtbahn eine Streckenlänge von 7,2 km.
| Haltestelle       | Anschlüsse          |
| ----------------- | ------------------- |
| Central           | Hauptbahnhof, Busse |
| Capitol Square    | Busse               |
| Paddy’s Markets   |                     |
| Exhibition Centre |                     |
| Convention        |                     |
| Pyrmont Bay       | Bus 443 und 448     |
| Star City         | Bus 443 und 448     |
| John St Square    | Bus 443             |
| Fish Market       | Bus 501             |
| Wentworth Park    |                     |
| Glebe             |                     |
| Jubilee Park      |                     |
| Rozelle Bay       | Bus 433             |
| Lilyfield         | Bus 470 und 445     |

#### Verlängerung nach Dulwich Hill
Im Jahr 2009 wurde der Güterverkehr auf der Strecke zwischen Rozelle und Dulwich Hill eingestellt und im Februar 2010 kündigte die Labor-Regierung von New South Wales die Verlängerung der Stadtbahn von Lilyfield nach Dulwich Hill an.
Die Arbeiten zur Erneuerung der Gleise und die Entfernung der Oberleitung begannen im August 2010. Der Planfeststellungsbeschluss erging im Februar 2011. Ursprünglich war geplant, die Verlängerung im Jahr 2012 zu eröffnen, aber im September 2011 kündigte die neu gewählte Koalitions-Regierung von New South Wales an, dass die Inbetriebnahme nicht vor 2014 erfolgen werde und dass die Kosten von 120 Millionen A$ auf 176 Millionen A$ gestiegen seien. Der als Greenwalk bezeichnete Rad- und Fußweg, der parallel zur Strecke angelegt werden sollte, wurde zurückgestellt. Die Koalition machte die vorherige Labor-Regierung für die Verzögerung und die Kostenüberschreitung verantwortlich. Außerdem fehle ein Masterplan Verkehr, so dass der Greenway zurückgestellt werden müsse.
Metro Transport Sydney und die Regierung von New South Wales erzielten eine Einigung über die Auftragsvergabe. Es gab drei bevorzugte Bieter für den Bau der Infrastruktur: Leighton Contractors, ABI Group and John Holland (im Besitz von Leighton), und zwei bevorzugte Lieferanten für die Fahrzeuge: Bombardier and CAF.
Für die Erweiterung wurden 3.105 Fahrgäste an Werktagen im Jahr 2016 prognostiziert, von denen 415 Umsteiger aus Zügen und 460 Umsteiger von Buslinien sein sollten.
Die Erweiterung nach Dulwich Hill wurde am 27. März 2014 eröffnet und umfasst ab Lilyfield die folgenden Haltestellen:
| Haltestelle              | Anschlüsse                       |
| ------------------------ | -------------------------------- |
| Leichhardt North         | Bus 440 & 444/445                |
| Hawthorne                |                                  |
| Marion                   | Bus 436, L37, 438/L38 & 439/L39  |
| Taverners Hill           | Bus 461, 480 & 483               |
| Lewisham West            | Bahnhof Lewisham und Bus 413     |
| Waratah Mills            |                                  |
| Arlington                |                                  |
| Dulwich Grove            | Bus 418, 428/L28 and 444/445     |
| Dulwich Hill Interchange | Bahnhof Dulwich Hill und Bus 412 |

### Linien L2 und L3

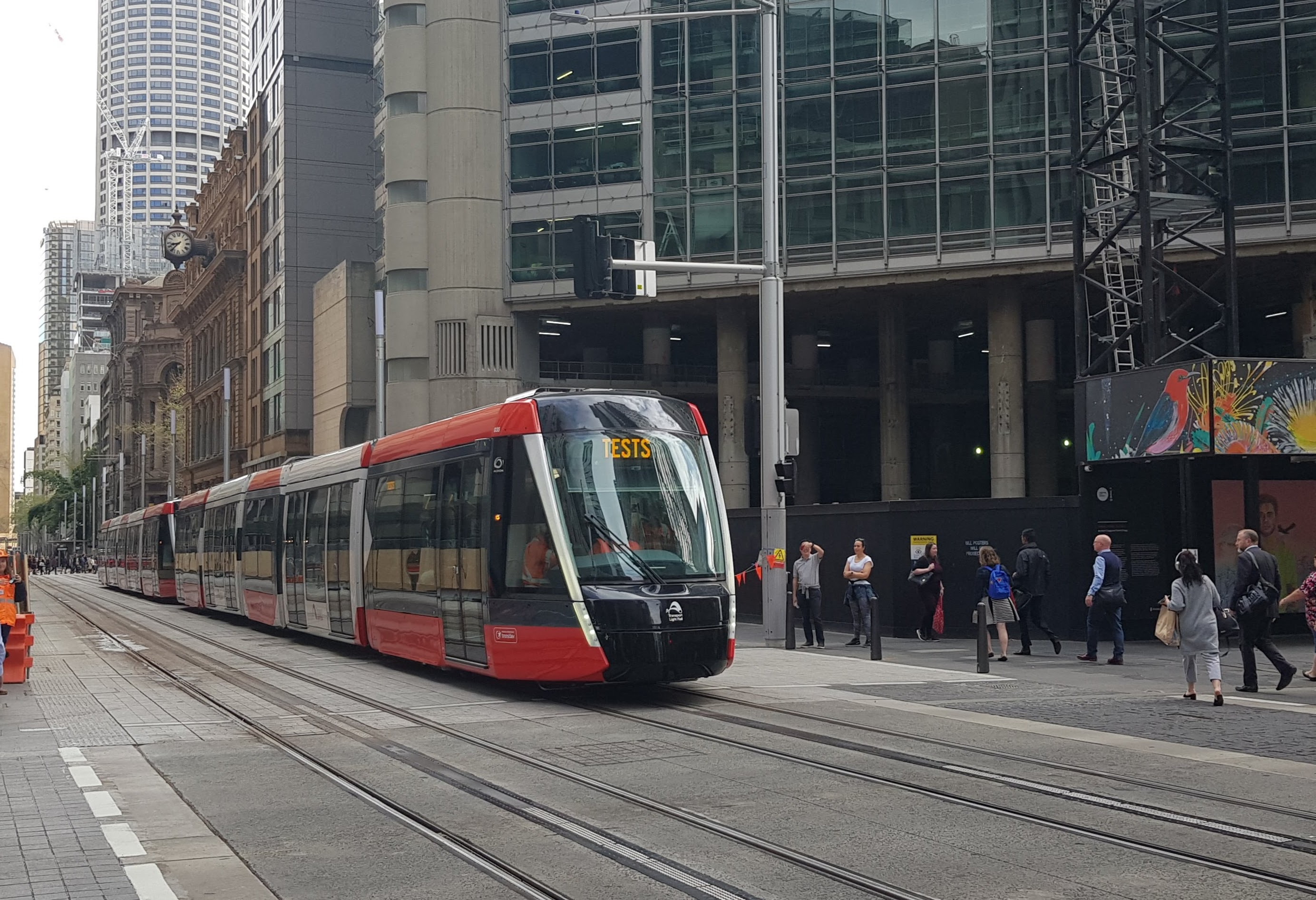
Alstom-Citadis X05 im APS-Betrieb in der George Street

Am 13. Dezember 2012 wurde bekanntgegeben, dass ab 2014 mit dem Bau einer Strecke von Circular Quay über George Street, Moore Park und Anzac Parade zur University of New South Wales in Kensington und zum Prince of Wales Hospital in Randwick begonnen werden sollte. Im Zuge der Bauarbeiten sollte ein Teil der George Street dauerhaft in eine Fußgängerzone umgebaut werden. Das Projekt sollte 1,6 Milliarden A$ kosten. Am 23. Juni 2019 wurden die Probefahrten auf dem Innenstadtabschnitt der neuen Linie aufgenommen. Damit wurde die George Street nach 61 Jahren erstmals wieder von einer Straßenbahn befahren.
Als zweite neue Straßenbahnlinie Sydneys ging am 14. Dezember 2019 die Linie L2 in Betrieb. Sie verläuft durch die Innenstadt und führt von Circular Quai über Central, wo zur L1 umgestiegen werden kann, nach Randwick. Bei einer Streckenlänge von 7,3 km weist sie 14 Haltestellen auf. Eingesetzt werden Fahrzeuge des Typs Citadis 305 von Alstom, die auf dem fahrleitungslosen Abschnitt zwischen Circular Quai und Town Hall über Stromschienen des Typs APS versorgt werden. Beide Linien kreuzen sich an der Kreuzung der George Street mit der Hay Street, wo eine Gleisverbindung zwischen beiden Strecken besteht.
Die Eröffnung des Abzweigs im Süden der Strecke über Kensington nach Kingsford erfolgte am 3. April 2020. Seitdem verkehrt dort die Linie L3, die ebenfalls in Circular Quai beginnt und sich bis Moore Park die Gleise mit der L2 teilt.

### Parramatta Light Rail

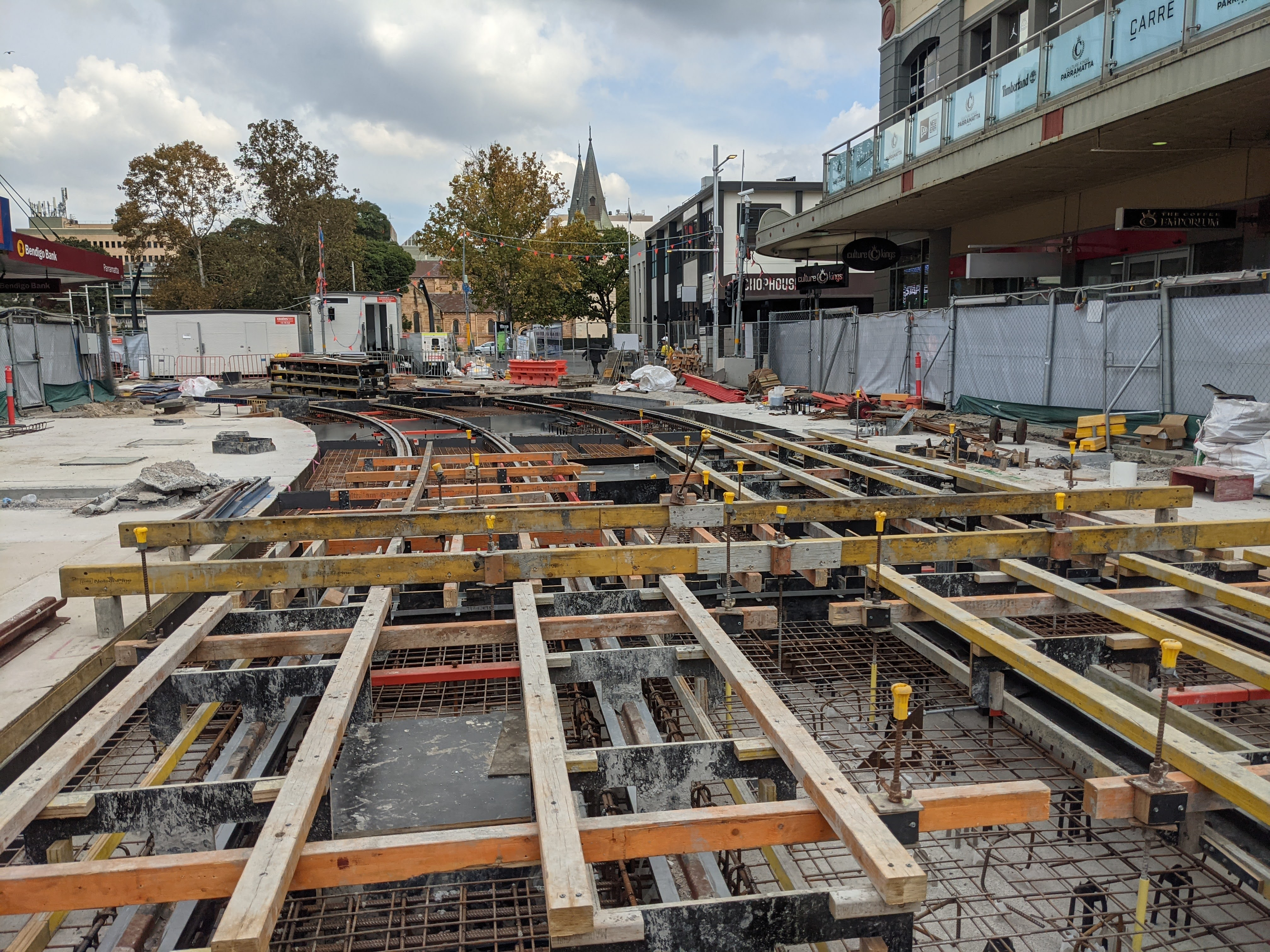
Gleisbaustelle der Parramatta Light Rail

Die Parramatta Light Rail ist eine 12 Kilometer lange Straßenbahnlinie in Parramatta, dem zweiten Central Business District des Großraums Sydney. Die Strecke hat 16 Haltestellen und führt von Westmead über das Zentrum von Parramatta und den dortigen Bahnhof nach Carlingford. Sie weist keine Gleisverbindung mit den übrigen Strecken auf. Am 12. November 2020 wurden die ersten Gleise verlegt, die Eröffnung erfolgte am 20. Dezember 2024. Ab 2026 soll ein zehn Kilometer langer Abzweig zum Olympiagelände eröffnet werden.

## Planungen
Mehrere Verkehrsachsen haben ein erhebliches Potential für den Ausbau des Stadtbahnnetzes. Die Regierung hat Machbarkeitsstudien für den Bau neuer Linien von der City zur Universität Sydney und zum Campus der University of New South Wales in Auftrag gegeben.
Im Februar 2010 kündigte die Labor-Regierung von New South Wales eine neue Linie vom Haymarket nach Circular Quay über Barangaroo an. Im September 2010 war die endgültige Streckenführung noch nicht festgelegt. Die drei Varianten für die Trasse vom Hauptbahnhof in Richtung Norden führten entweder über die George Street oder die Sussex Street oder mit einer Schleife über beide Straßen. Im Jahr 2012 wurde diese Strecke aber als nachrangig eingestuft und wird vorerst nicht realisiert.
Der Bezirksrat der City of Sydney hat eine Stadtbahnverbindung zwischen der City und Green Square empfohlen, um die neuen Geschäfts- und Wohngebiete in diesem Bereich zu erschließen.

## Fahrzeuge

### Variobahn

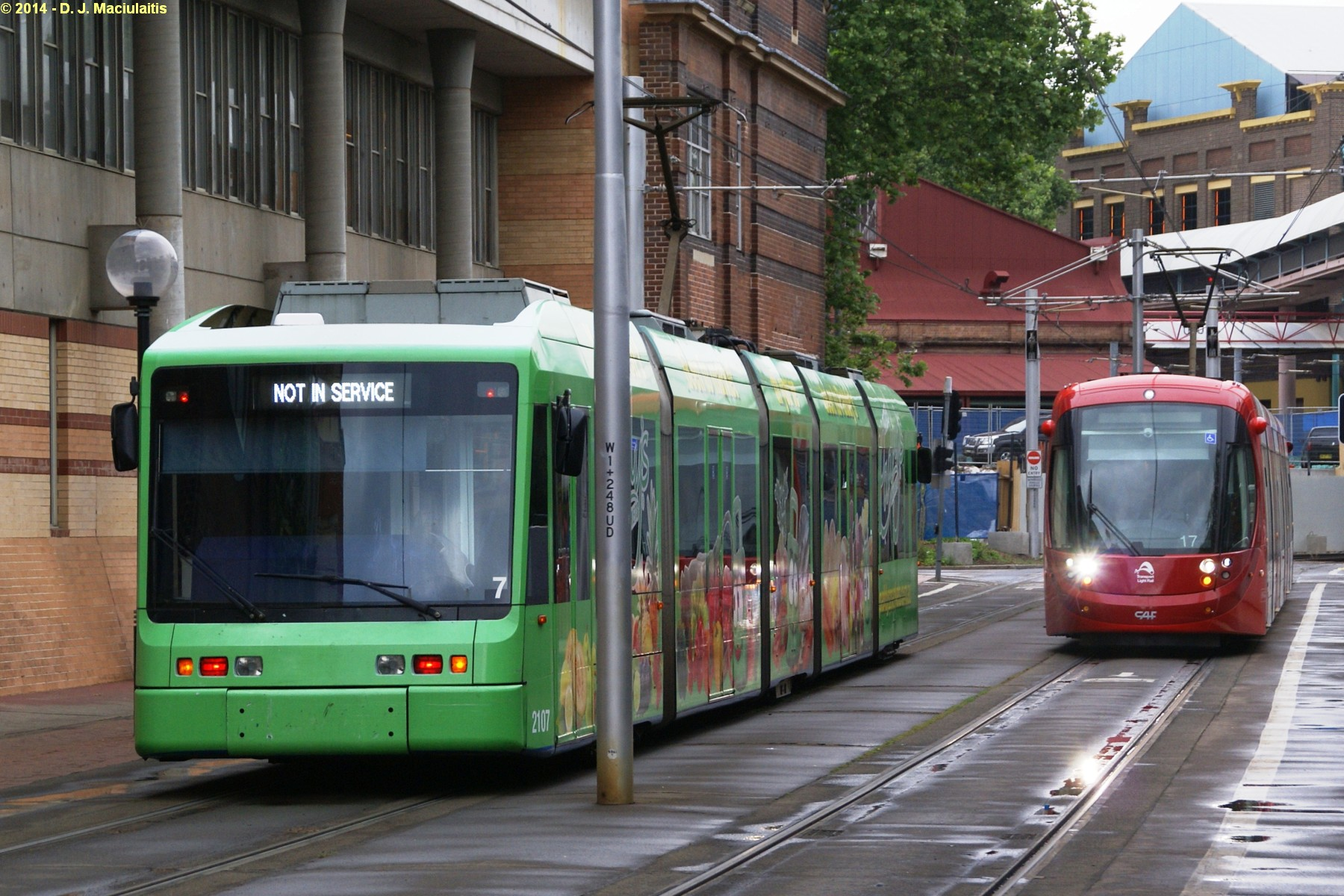
Variobahn in letzter Lackierungsvariante und Urbos 3 (2014)

Die Stadtbahn nutzte zunächst Variobahn-Fahrzeuge, die in Dandenong von Adtranz (jetzt Bombardier) hergestellt wurden. Es handelte sich um Zweirichtungsfahrzeuge, die modular aufgebaut waren und für Sydney verlängert wurden. Das Fassungsvermögen der Bahnen betrug 217 Fahrgäste, davon 74 auf Sitzplätzen. Bei Testfahrten war bis zu Dreifachtraktion möglich, so dass bei Bedarf eine maximale Kapazität von 600 Fahrgästen erreicht werden konnte.
Die Fahrzeuge waren niederflurig (Fußbodenhöhe 300 mm über Schienenoberkante), hatten Einzelrad-Einzelfahrwerke und wurden von getriebelosen Radnabenmotoren angetrieben. Die Multigelenk-Ausführung ermöglichte einen breiten Wagenkasten mit geringem Überhang in Kurven, und das niedrige Gewicht erlaubte den Einbau von Klimaanlagen. Die Stromversorgung erfolgte mit einer Gleichspannung von 750 Volt. Die Bahnen hatten drei Türen auf jeder Seite, die mit erweiterter Hinderniserkennung ausgestattet waren. Ursprünglich in zwei Blautönen mit einem roten Trennstreifen lackiert, erhielten sie später eine hellgrüne Farbe.
Nach einer Entgleisung im Oktober 2013 wurde der Wagen 2106 verschrottet. In der ersten Hälfte des Jahres 2015 wurden die verbliebenen sechs Variobahnen abgestellt; fünf davon wurden im Jahr 2018 ebenfalls verschrottet, der Wagen 2107 blieb im Sydney Tramway Museum erhalten.

### Urbos
Für die Inbetriebnahme der Streckenverlängerung nach Dulwich Hill wurden vier Urbos-2-Niederflurwagen von CAF ähnlicher Bauweise angemietet, die von der Straßenbahn Vélez-Málaga und von Sevilla stammten. Diese Fahrzeuge kehrten mittlerweile nach Spanien zurück. 2014 kamen die ersten von zwölf Fahrzeugen des Typs Urbos 3 zum Einsatz. Weitere vier Fünfteiler sollen ab 2023 geliefert werden.
Die Parramatta Light Rail wird ebenfalls mit Urbos bedient. Die 13 eingesetzten Zweirichtungsfahrzeuge sind mit sieben Modulen jedoch länger, zusätzlich sind sie mit Akkus für den Einsatz auf Streckenabschnitten ohne Oberleitung ausgerüstet.

### Citadis
Für die Linien 2 und 3 wurde die Beschaffung neuer Straßenbahnwagen erforderlich. Ursprünglich war geplant, siebenteilige Fahrzeuge einzusetzen. Letztlich wurden aber sechzig fünfteilige Citadis 305 für den Einsatz in 67 Meter langen Doppeltraktionen bestellt. Sie fahren auf den oberleitungslosen Abschnitten mit APS-Stromschiene. Im Jahr 2017 wurde der erste Citadis 305 von Alstom ausgeliefert.

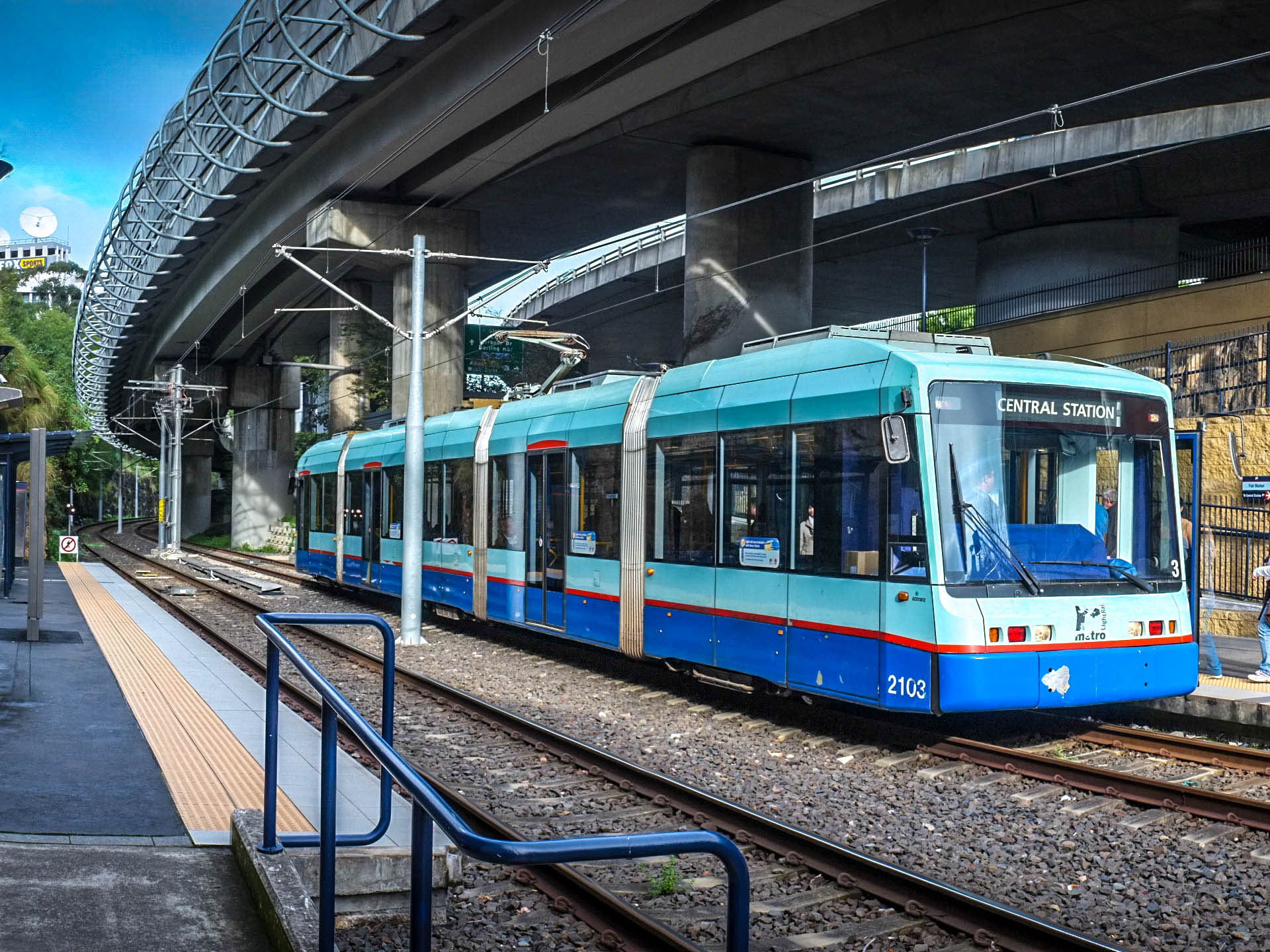
Variobahn an der Haltestelle Fish Market (2013)
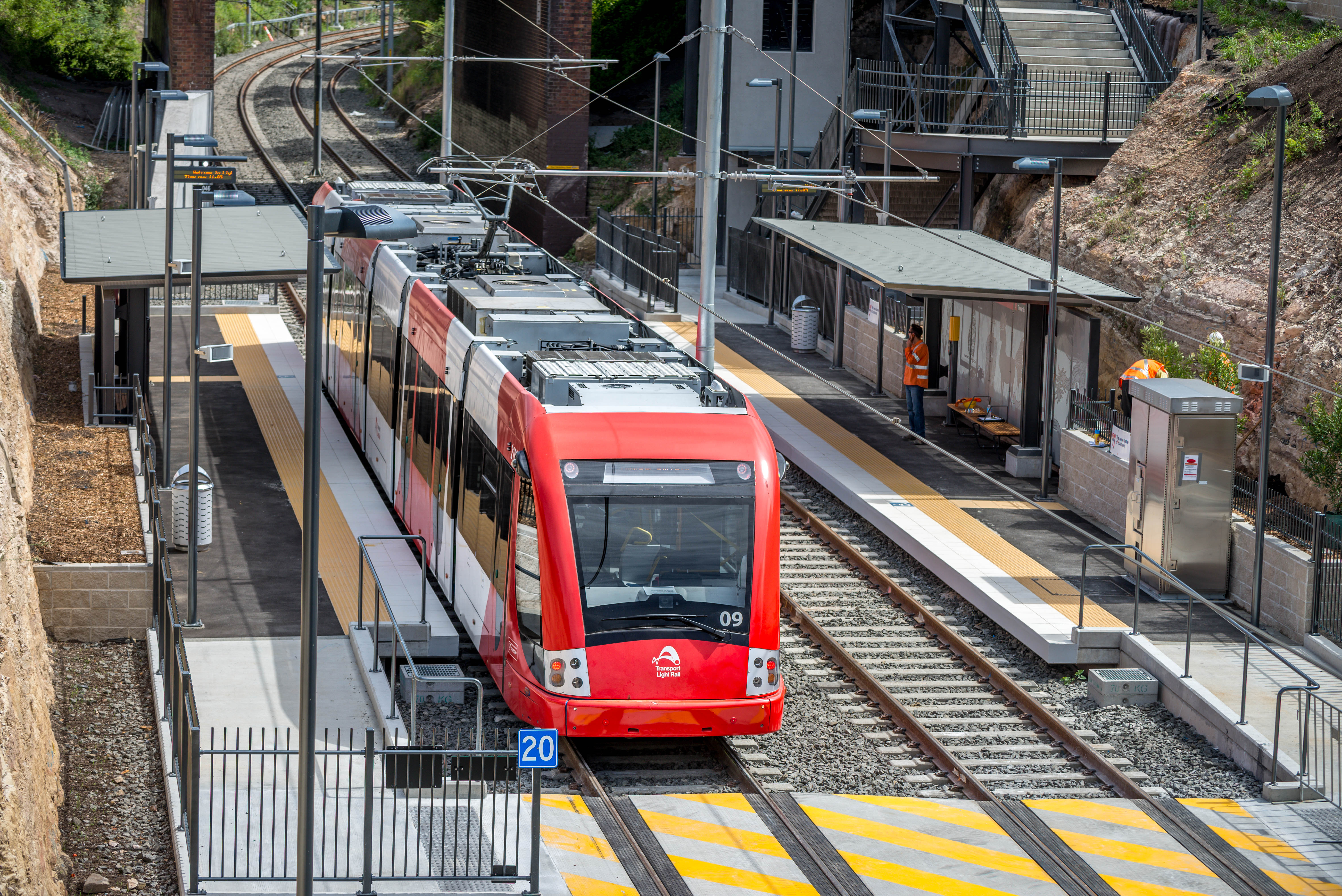
Urbos 2 in der Station Dulwich Grove (2014)
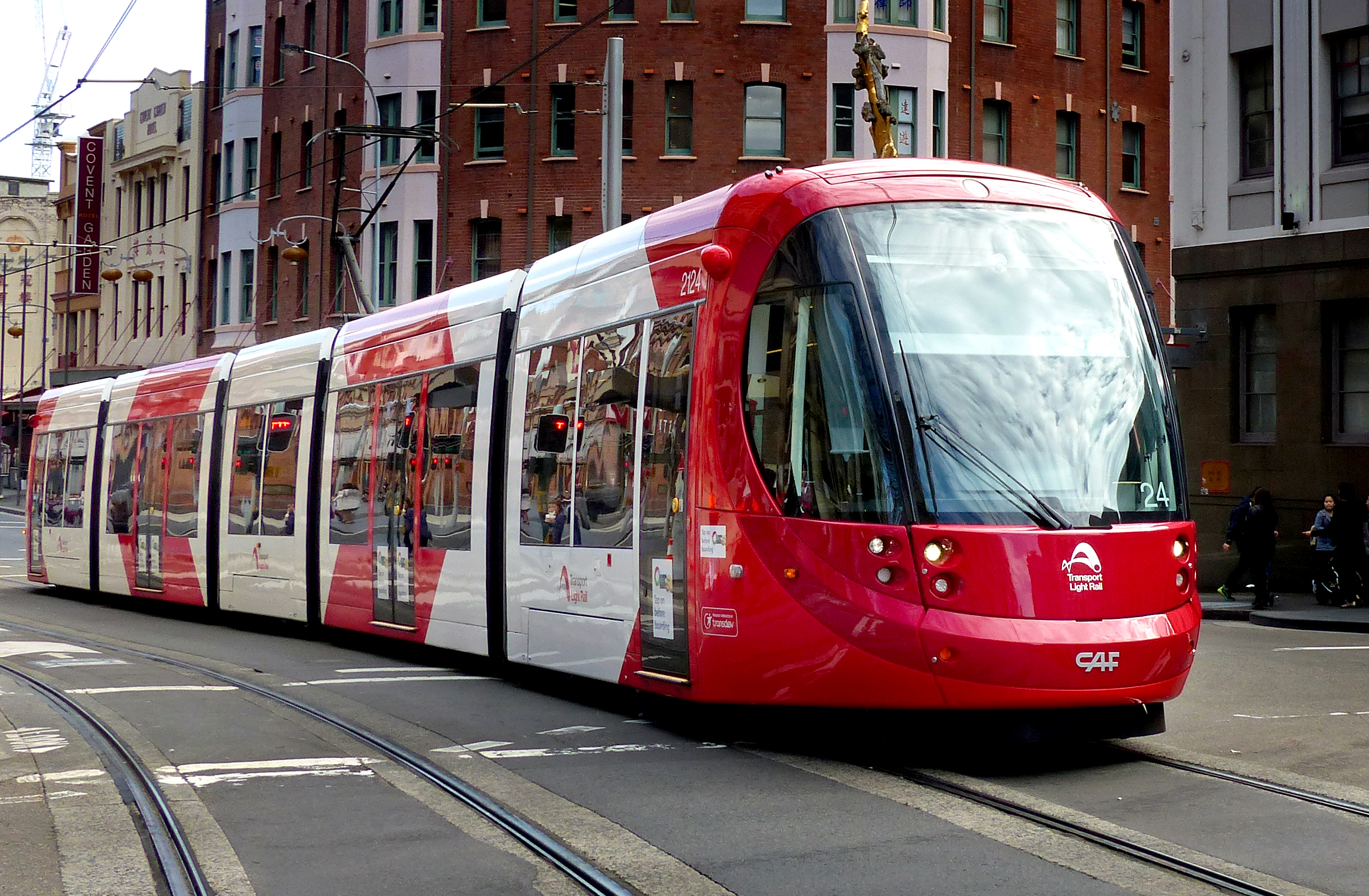
Urbos 3
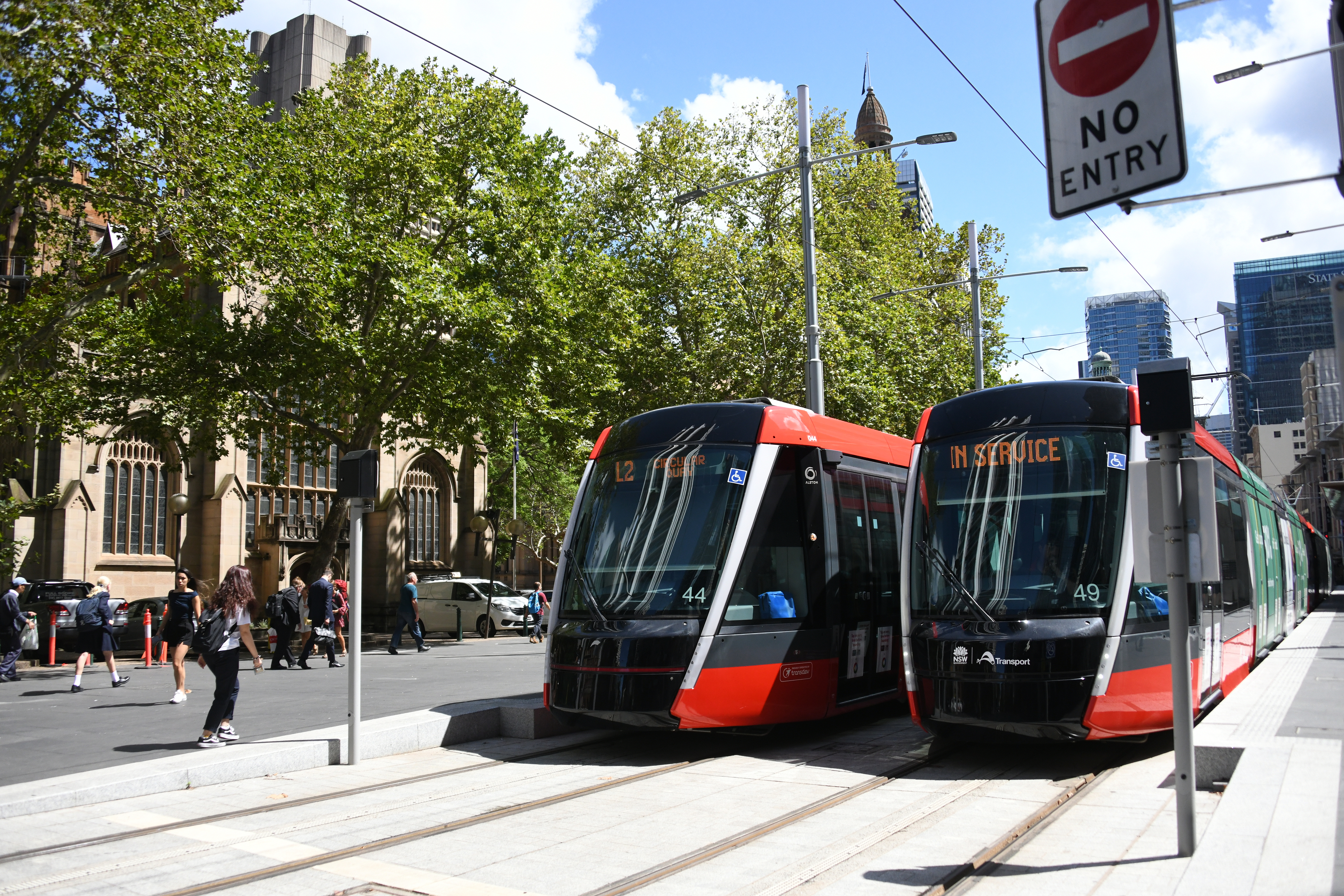
Alstom-Citadis X05 im Oberleitungsbetrieb

## Fahrausweise
Die Stadtbahn benutzt die Opal Card. Die Opal Card ist eine Smartcard, die für alle Nahverkehrsarten in Sydney genutzt wird.

## Verstaatlichung von Metro Transport
Am Freitag, den 23. März 2012 wurde bekannt gegeben, dass die Regierung von New South Wales Metro Transport, den ehemaligen Eigentümer der Stadtbahn und der Einschienenbahn, gekauft hat. Die Regierung sagte, dass dies die Hindernisse beim Ausbau des Netzes durch die City und in die westlichen und östlichen inneren Vororte vermindern werde.